# Vanhatulli
Vanhatulli est  un quartier du district central de la ville d'Oulu en Finlande.

## Description
Le district compte 4 160 habitants (au 1er janvier 2013).

## Galerie

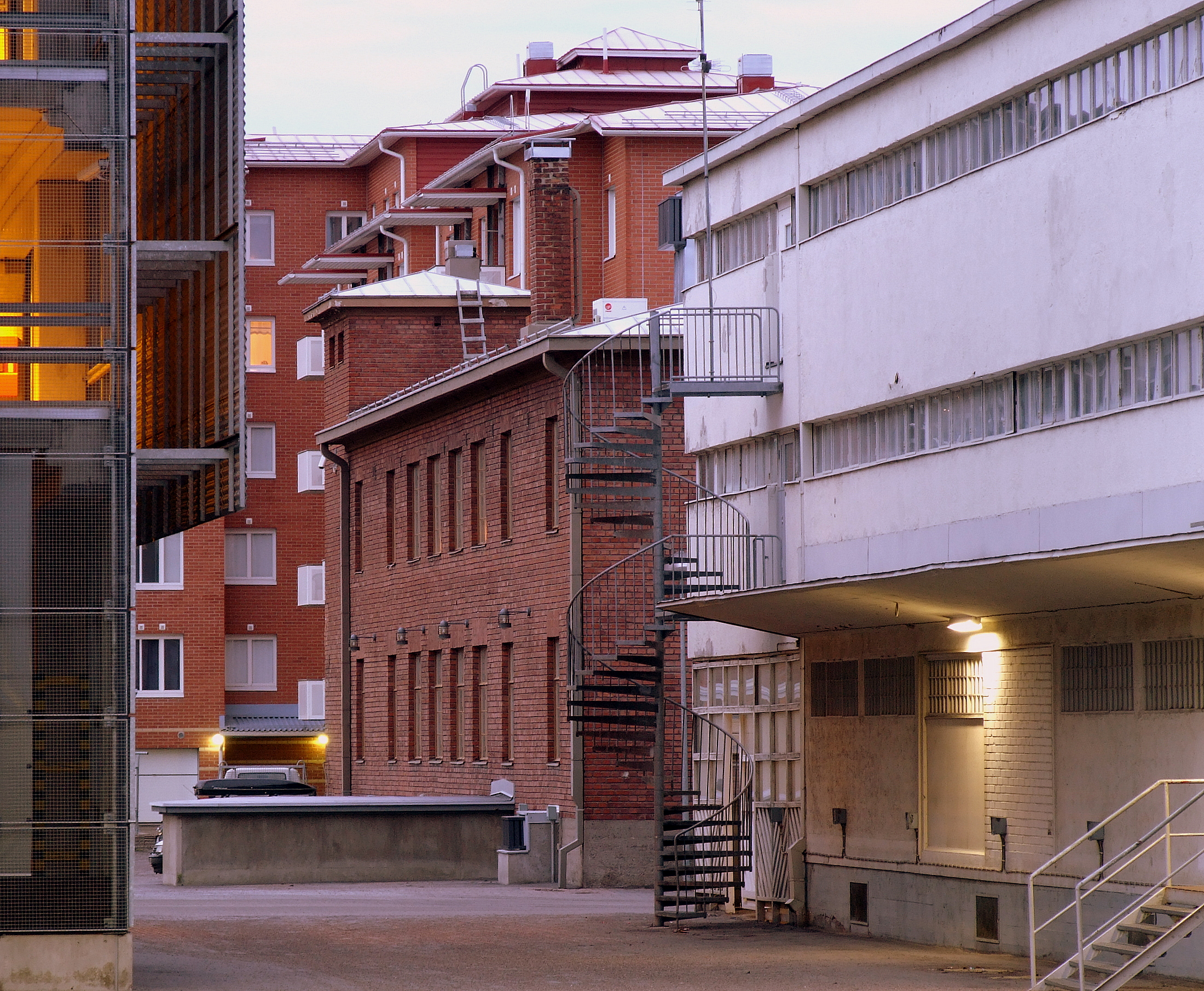
Bâtiments de Etu-Lyötty.
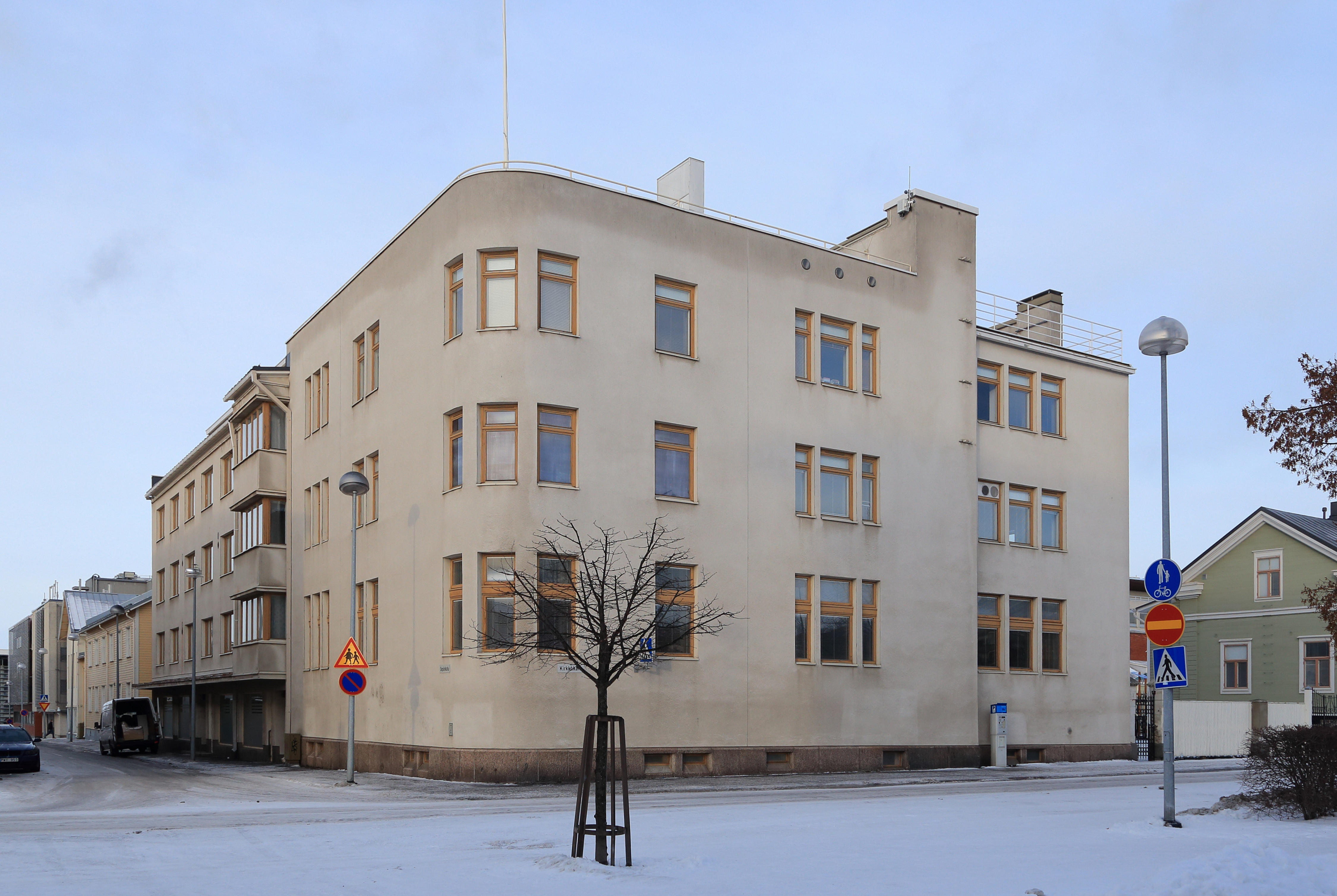
La maison Weckman.
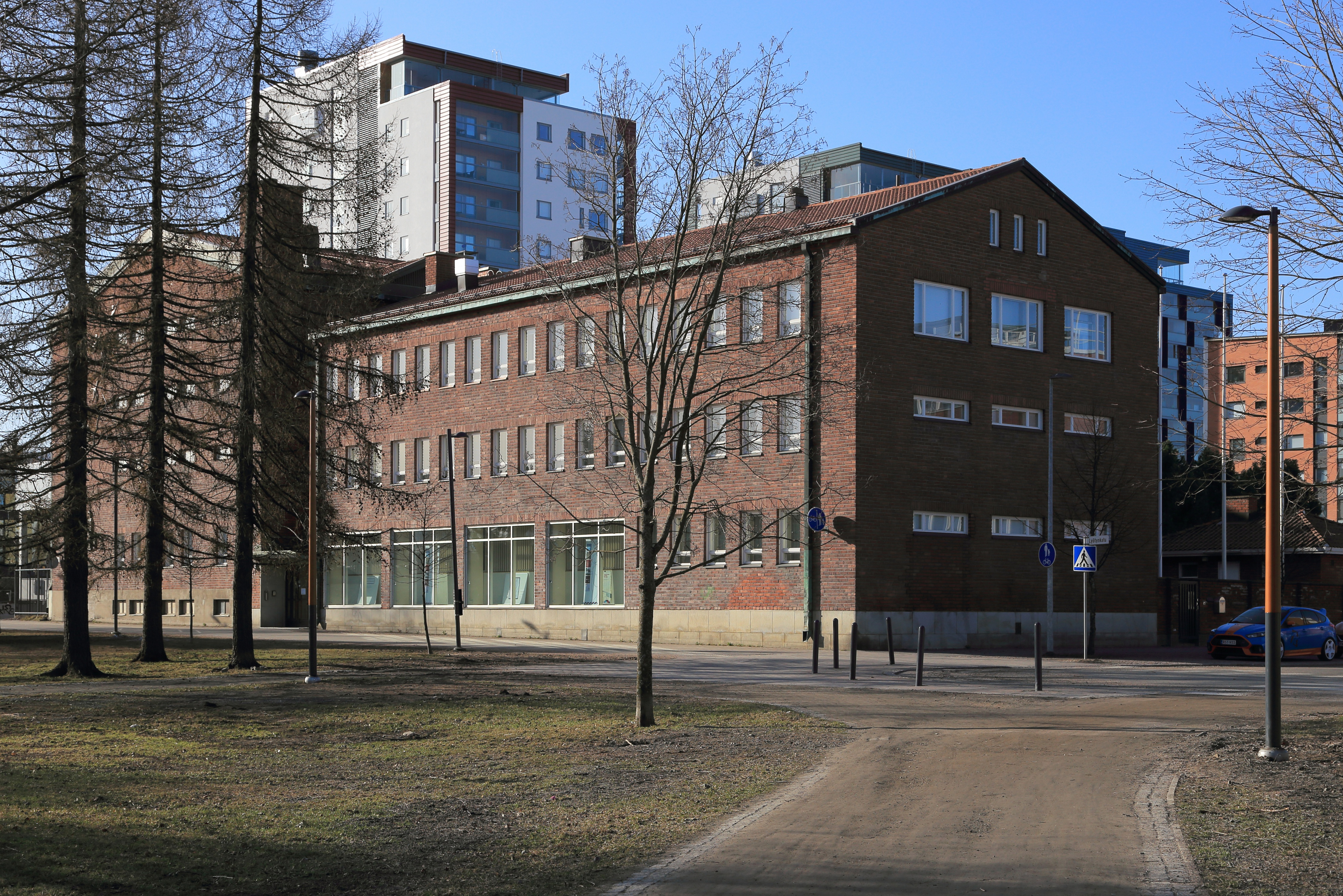
Arkistokatu 6.
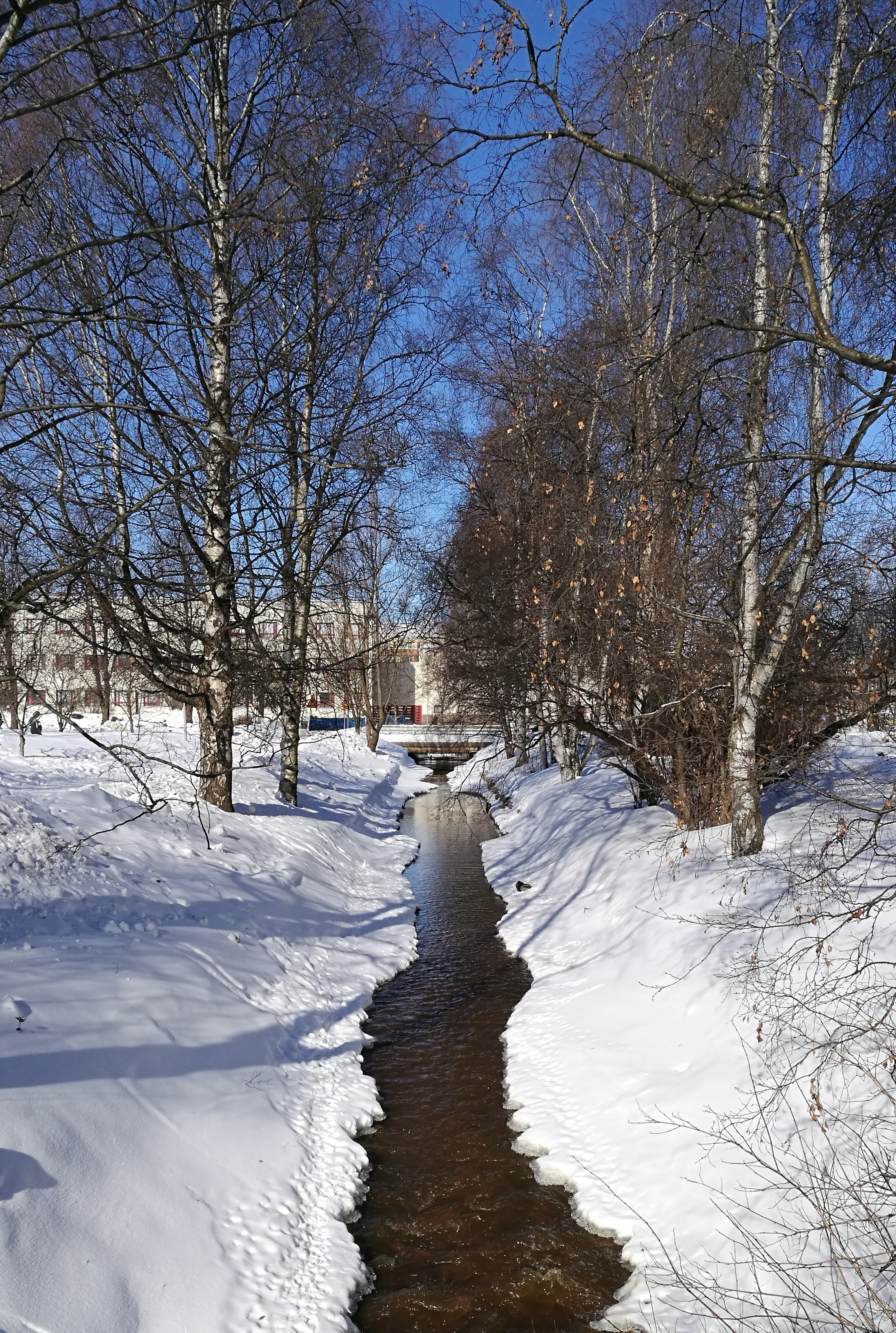
Parc de Lyötty
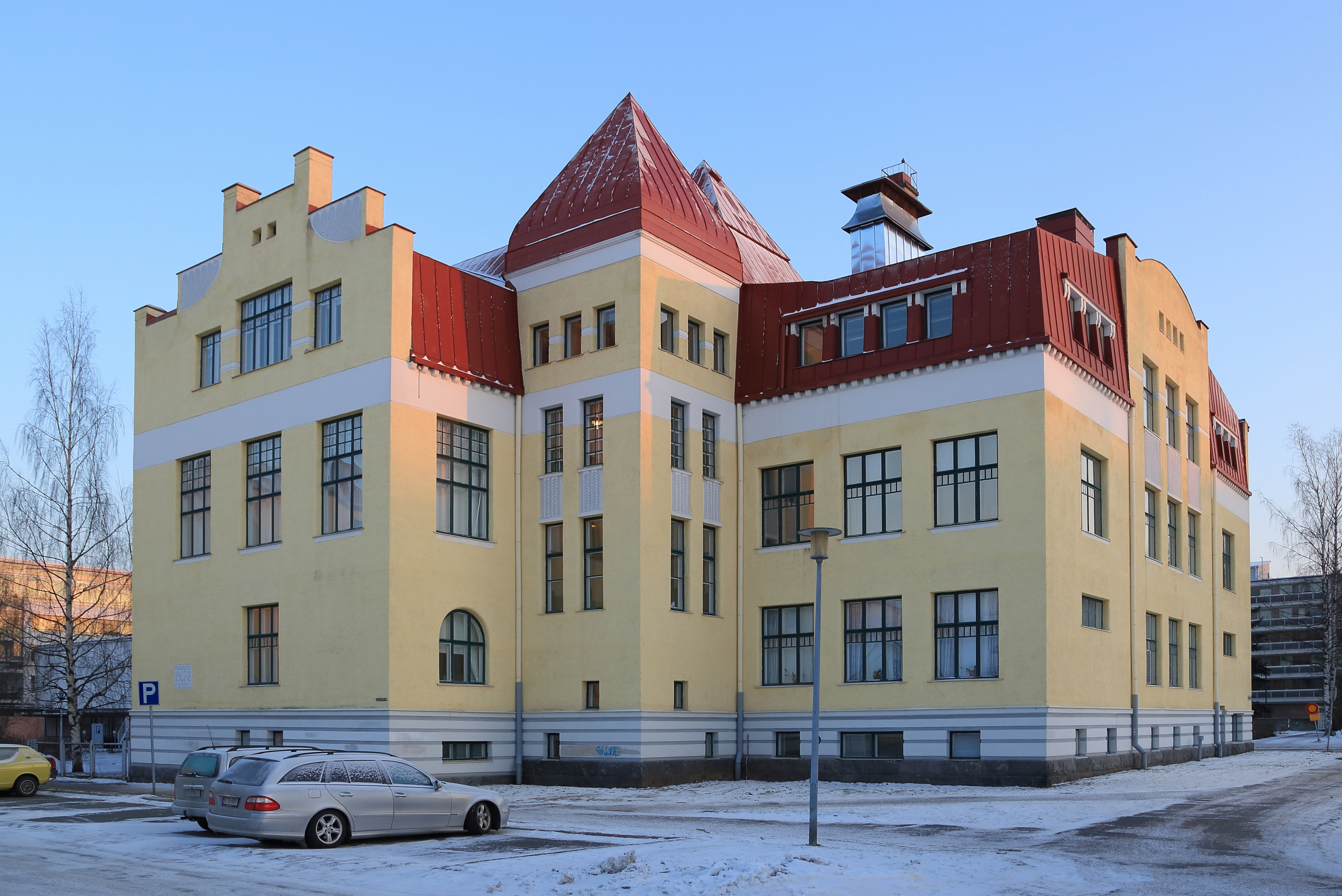
Lycée finnois mixte d'Oulu